# Лумхольдт, Сара
Сара Хелена Лумхольдт (швед. Sara Helena Lumholdt; 25 октября 1984, Стокгольм) — шведская певица, музыкант.

## Юность
Родилась в Стокгольме в семье шведа и филиппинки с турецкими корнями. Младший ребёнок в семье (сестра — Анна). Когда ей ещё не было и десяти лет, её родители развелись, и она осталась жить с матерью. В 1998 году, когда Сара Лумхольдт посещала хореографическую школу, её заметили продюсеры звукозаписывающей компании Stockholm Records, набиравшие подростков в новую поп-группу. В 1999 году группа, получившая название A*Teens, добилась большого успеха в Швеции и ряде других стран Европы благодаря альбому The ABBA Generation, состоявшему из кавер-версий песен ABBA. В последующие годы группа перешла на исполнение своих собственных песен и выступала во многих странах мира.

## После A*Teens
Вопреки ожиданиям многих фанатов, после фактического распада A*Teens в 2004 году Сара Лумхольдт покинула шоу-бизнес и долгое время не начинала сольную карьеру. Лишь в 2007 году она взяла себе сценический псевдоним Сара Лав (Sara Love) и выпустила две композиции. Первая, Physical, была кавер-версией одноимённой песни Оливии Ньютон-Джон и вошла в промоальбом шведской компании по производству одежды WeSC. Вторая композиция, Glamour Bitch, вышла в виде сингла и достигла 57-го места в национальном хит-параде.
В дальнейшем Сара отказалась от псевдонима и летом 2008 года уже под своим настоящим именем разместила на MySpace композицию First. Также она записала в Лос-Анджелесе свой дебютный альбом Back to You (поначалу носивший название My Saranade), однако с релизом возникли трудности, и в конечном счёте альбом так и не был выпущен.
Сара приняла участие в Мелодифестивален 2011, где определялся представитель Швеции на песенном конкурсе Евровидение 2011. Примечательно, что соведущей конкурса была её бывшая подруга и участница A*Teens Мари Сернехольт. Сара выступила в третьем полуфинале с песней Enemy, заняла лишь 7-е место и не прошла в финал. 
После неудач с альбомом и на Мелодифестивален Сара прекратила карьеру в шоу-бизнесе. Она стала профессионально заниматься танцем на шесте, с 2010 года работала инструктором. В 2012 году была ведущей шоу Xtra Factor на TV11.
В 2014 году победила на шведском национальном чемпионате по танцу на шесте.

## Личная жизнь
Лумхольдт объявила о своей помолвке с Крисом Ноблом в марте 2017 года. Пара поженилась в августе 2018 года. В 2020 году у них родился сын Оскар Питер Нобл Лумхольдт.

## Дополнительные факты
- Сара Лумхольдт принимала участие в озвучивании шведской локализации компьютерной игры Burnout Revenge (2005).